# Festival international des cinémas d'Asie de Vesoul 2020
Le Festival international des cinémas d'Asie de Vesoul 2020, 26e édition du festival, se déroule du 11 au 18 février 2020.

## Déroulement et faits marquants
Le réalisateur Pema Tseden devait être président du jury de cette édition mais il a renoncé à se déplacer à cause de l'épidémie de coronavirus, il est remplacé à la présidence du jury par le directeur du Festival international du film de Busan Jay Jeon.

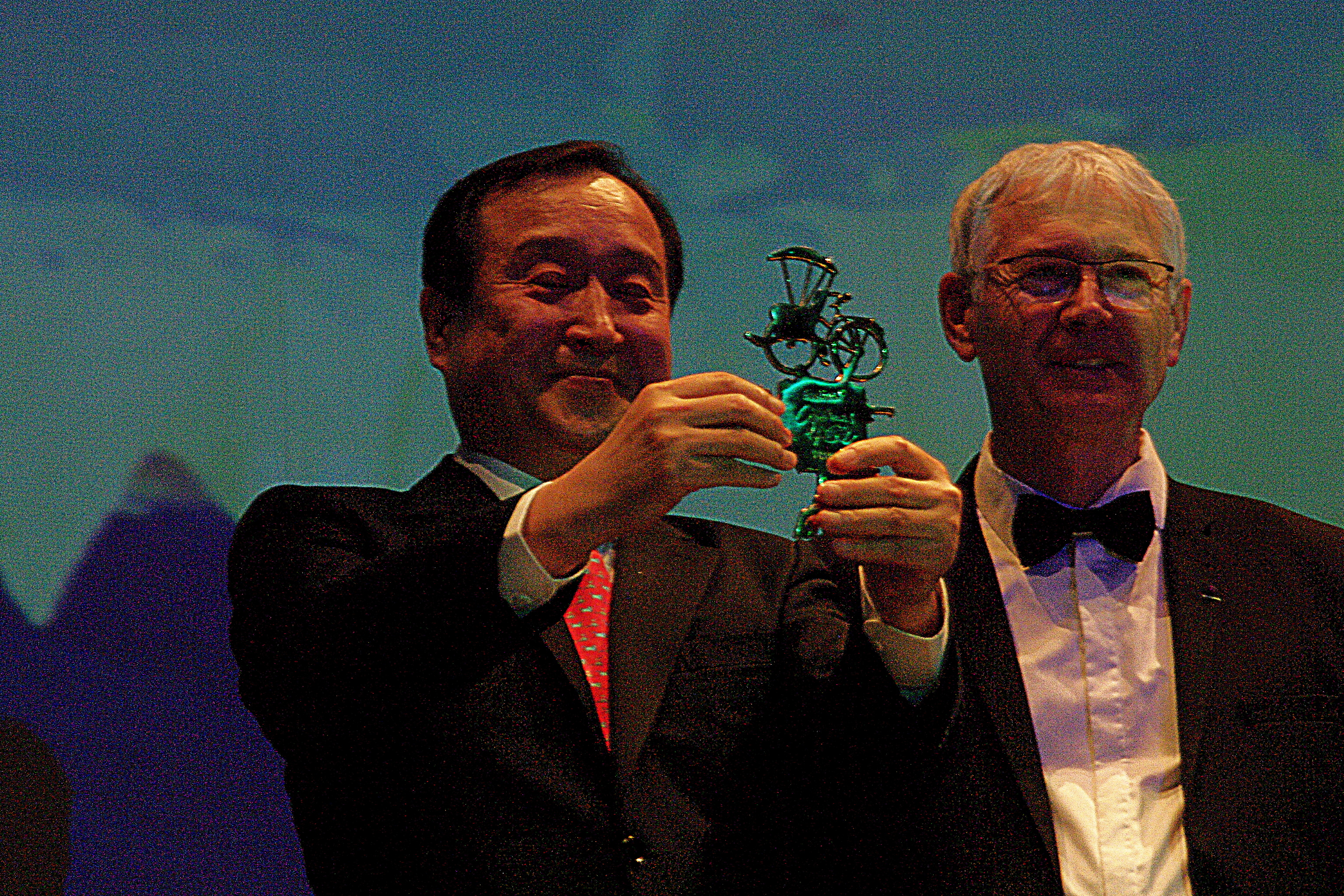
Cyclo d'Or d'honneur - Jay Jeon en compagnie de Jean Marc Therouanne

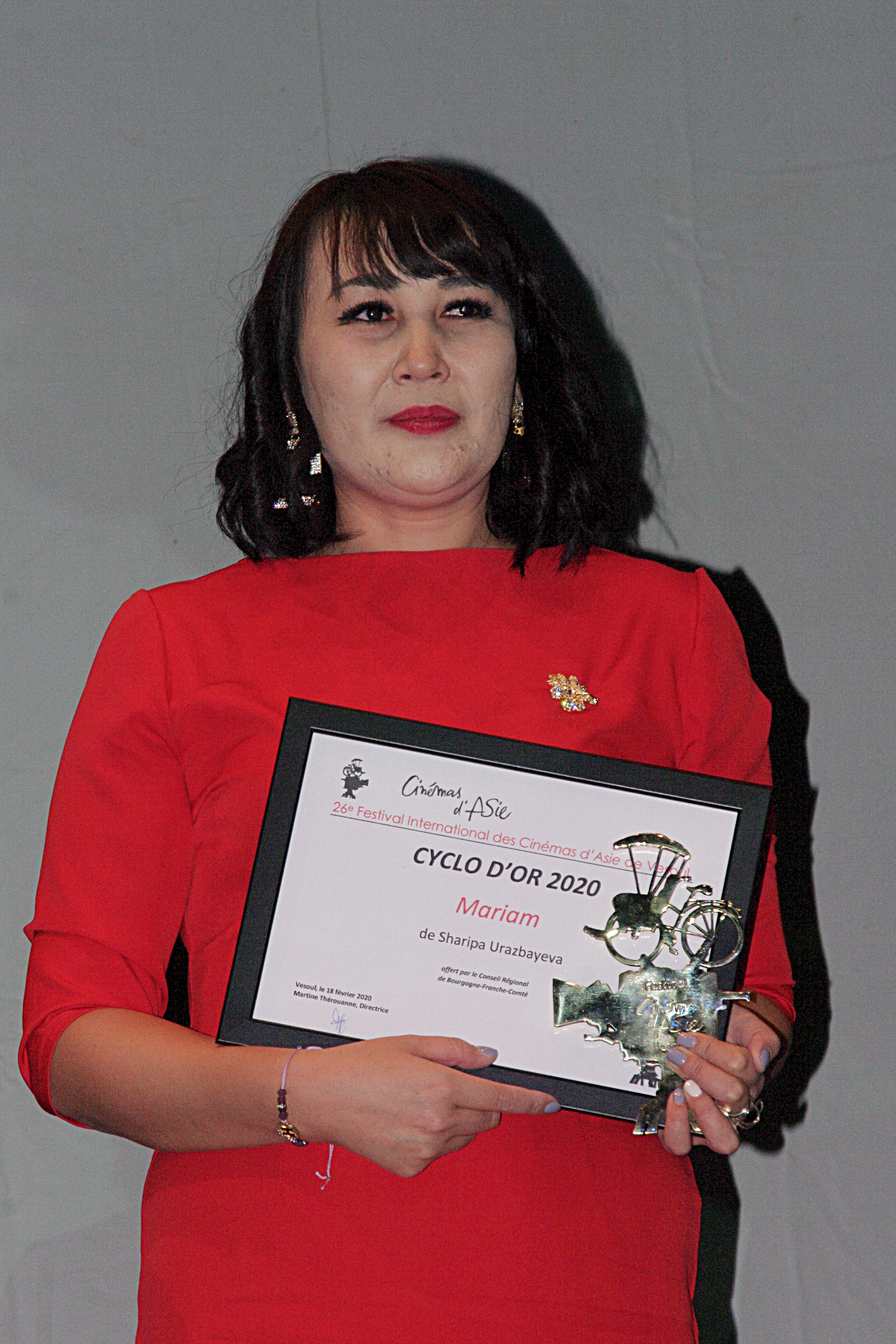
Sharipa Urazbayeva, Cyclo d'Or 2020

Le 18 février 2020, le palmarès est dévoilé : le Cyclo d'or est remporté par le film kazakh Mariam de Sharipa Urazbayeva, le grand prix du jury est décerné au film indien Just Like That de Kislay et le prix du jury est remis à deux films : le film philippin John Denver Trending de Arden Rod Condez et le film sud-coréen A Bedsore de Shim Hye-jung,.

## Les jurys

### Jury International
- Jay Jeon (président du jury), directeur du Festival international du film de Busan  Corée du Sud
- Joji Villanueva Alonso, productrice  Philippines
- Yuliya Kim, productrice  Kazakhstan
- Ariel Schweitzer, historien de cinéma, critique et enseignant  Israël

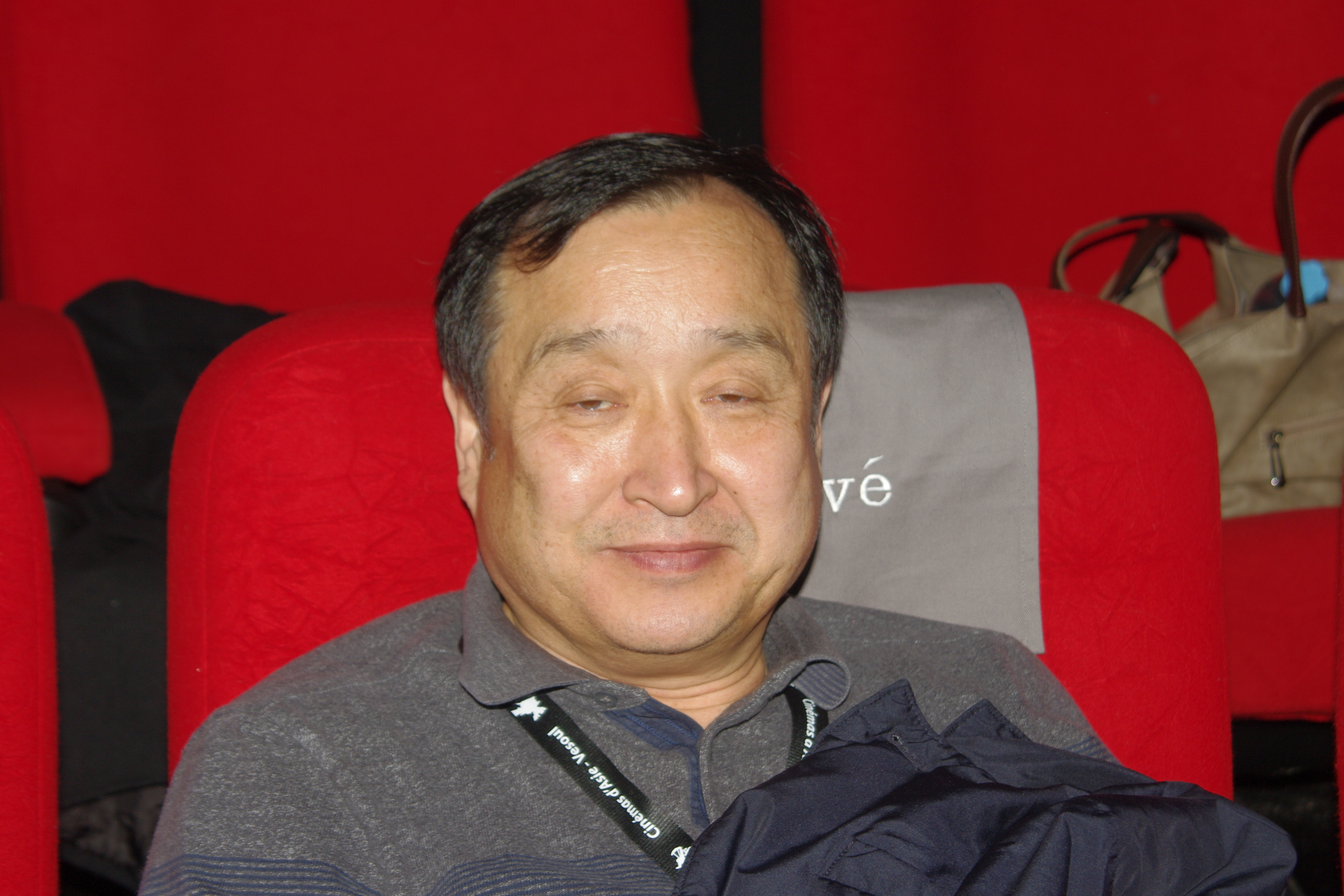
Jay Jeon - Président du Jury International

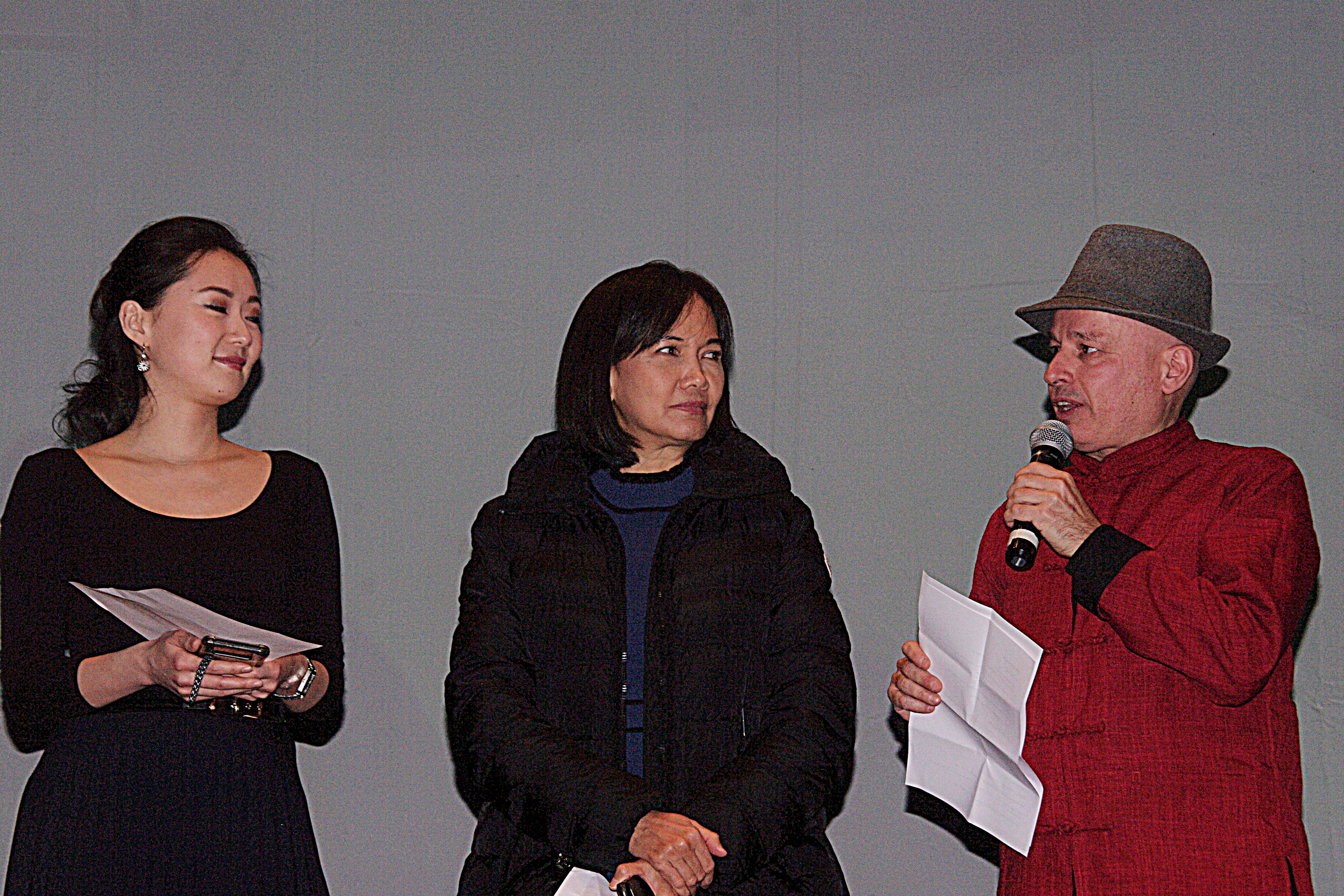
Jury International: Yulyia Kim, Joji Villanueva Alonso et Ariel Schweitzer

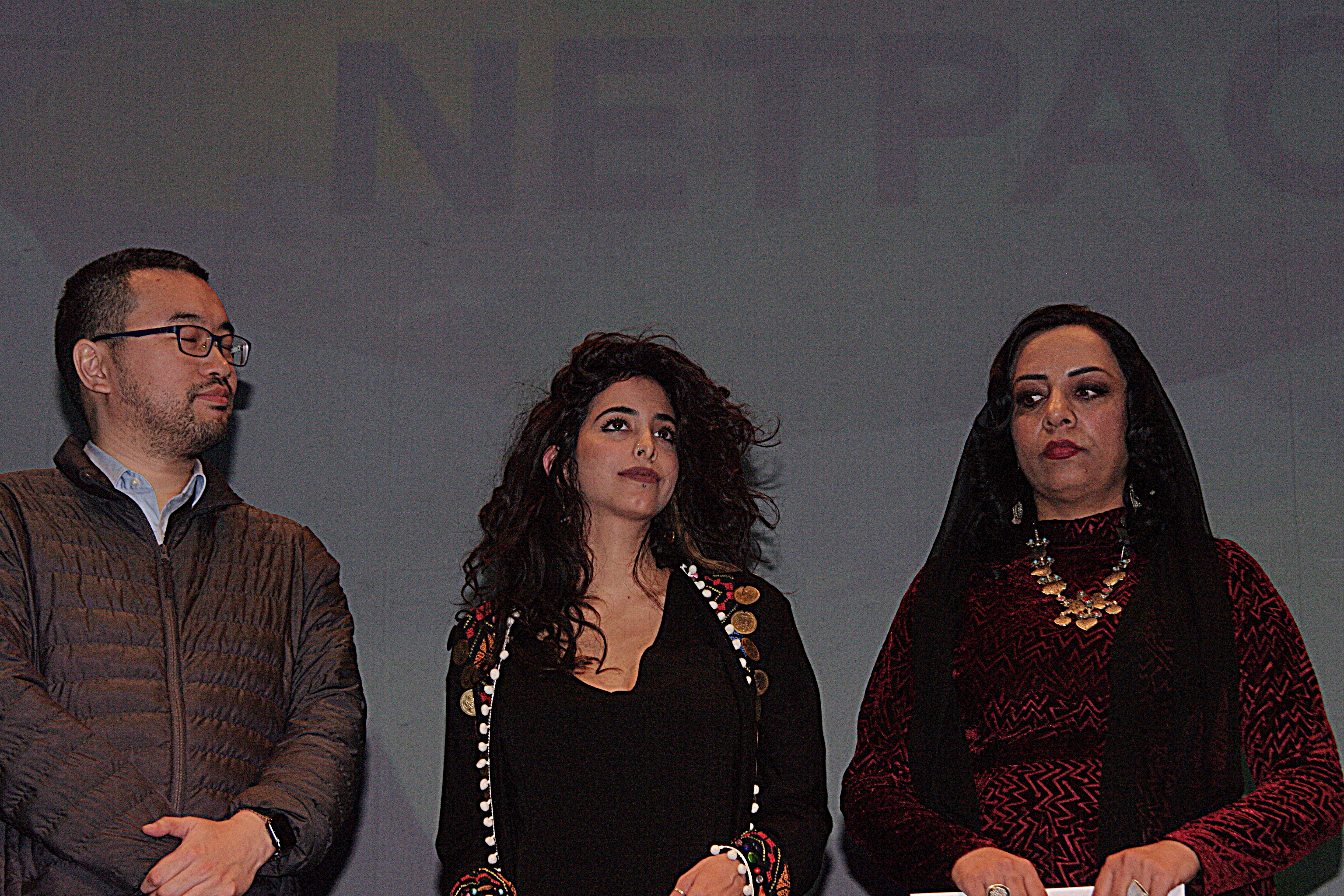
Jury NETPAC: Park Sung-ho, Samar Qupty et Roya Sadat, Présidente

### Jury NETPAC
- Roya Sadat (présidente du jury), réalisatrice  Afghanistan
- Samar Qupty, actrice  Palestine
- Park Sung-ho, programmateur  Corée du Sud

## Sélection

### En compétition
Films de fiction :
- Hava, Maryam, Ayesha de Sahraa Karimi  Afghanistan
- Saturday Afternoon de Mostofa Sarwar Farooki  Bangladesh
- Changfeng Town de Wang Jing  Chine
- A Bedsore de Shim Hye-jung  Corée du Sud
- Just Like That de Kislay  Inde
- Among the Hills de Mohammad Reza Keivanfar  Iran
- Mariam de Sharipa Urazbayeva  Kazakhstan
- John Denver Trending de Arden Rod Condez  Philippines
- Children of the Sun de Prasanna Vithanage  Sri Lanka

### Avant-premières
- Hotel by the River de Hong Sang-soo  Corée du Sud
- Dans un jardin qu'on dirait éternel de Tatsushi Ōmori  Japon
- A Dark, Dark Man de Adilkhan Yerzhanov  Kazakhstan
- Wet Season de Anthony Chen  Singapour
- Balloon de Pema Tseden  Chine  Tibet

### Regard sur le cinéma tibétain
- Pâturages (The Grassland) de Pema Tseden
- Le Silence des pierres sacrées de Pema Tseden
- The Search de Pema Tseden
- Le Vieux Chien de Pema Tseden
- The Sacred Arrow de Pema Tseden
- Tharlo de Pema Tseden
- Jinpa de Pema Tseden
- Balloon de Pema Tseden
- The Sun Beaten Path de Sonthar Gyal
- River de Sonthar Gyal
- Ala Changso de Sonthar Gyal
- Lhamo and Skalbe de Sonthar Gyal
- The Valley of the Heroes de Khashem Gyal
- Wangdrak's Rain Boots de Lhapal Gyal

### Hommage àRonit Elkabetz- Ronit Elkabetz: conscience morale de la société israélienne
- Eddie King
- Mariage tardif
- Prendre femme
- Les Sept jours

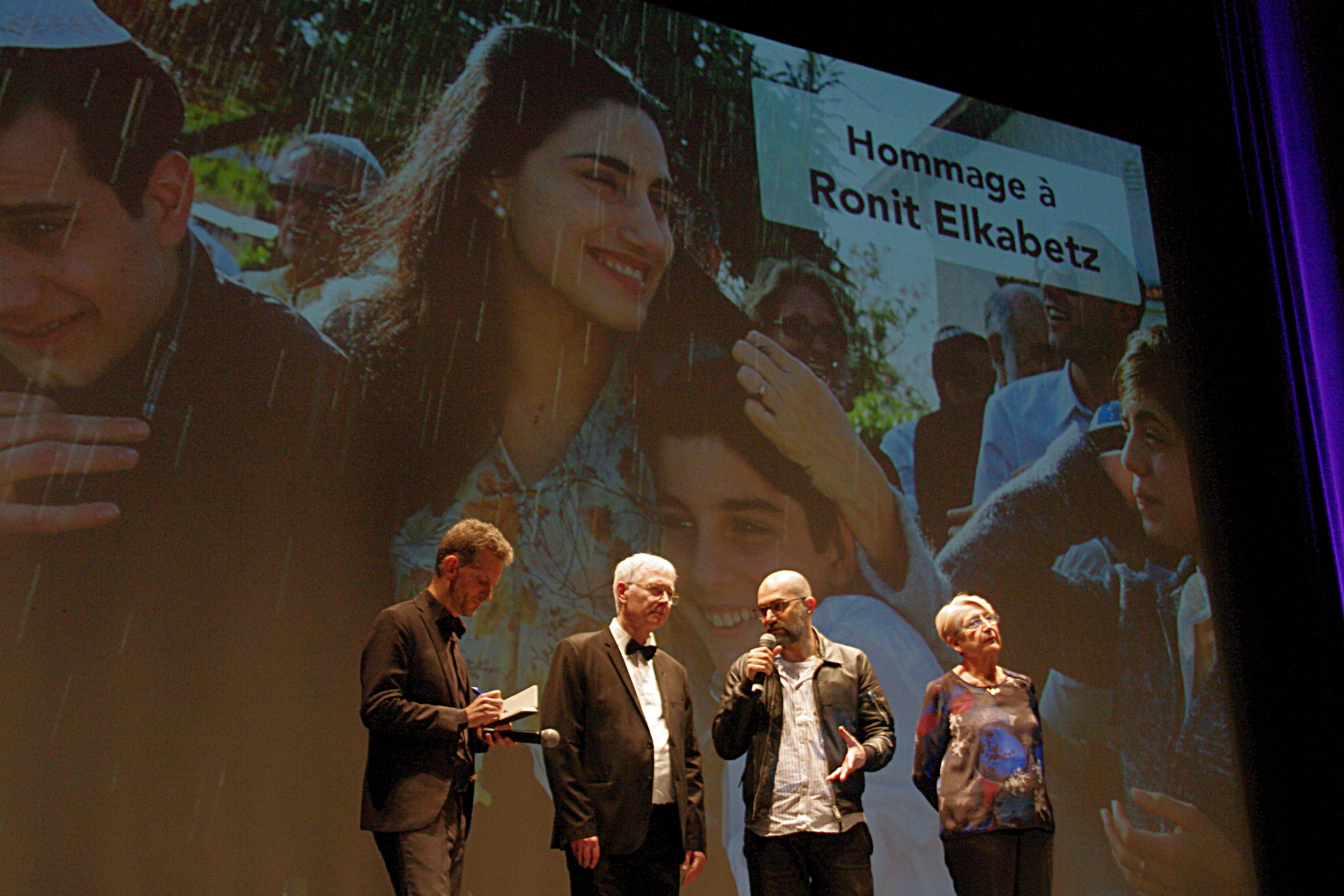
Hommage à Ronit Elkabetz : Bastian Meiresonne, Jean Marc Therouanne, Shlomi Elkabetz et Martine Therouanne

- Gett, le procès de Viviane Amsalem
- Mon trésor
- Jaffa
- La Visite de la fanfare
- Zion et son frère
- Mabul
- Invisible

### Shakespeare au Japon - Akira Kurosawa, le Shakespeare des temps modernes
- Le Château de l'araignée de Akira Kurosawa  Japon
- Les salauds dorment en paix de Akira Kurosawa  Japon
- Ran de Akira Kurosawa  Japon

### Animation
- Les Enfants du Temps de Makoto Shinkai  Japon
- Yuki, le combat des shoguns de Tadashi Imai  Japon
- Le Mystère des pingouins de Hiroyasu Ishida  Japon

### Jeune Public
- P'tites histoires au clair de lune de Baek Miyoung, Mohammad Nasseri, Babak Nazari et An Vrombaut  Corée du Sud
- Cheburashka et ses amis de Makoto Nakamura  Japon
- Le Roi des masques de Wu Tianming  Chine

## Palmarès
- Cyclo d'or : Mariam de Sharipa Urazbayeva
- Grand prix du jury : Just Like That de Kislay
- Prix du jury (ex æquo) : John Denver Trending de Arden Roz Condez et A Bedsore de Shim Hye-jung
- Prix du jury Netpac  : Saturday Afternoon de Mostofa Sarwar Farooki
- Prix de la critique : John Denver Trending de Arden Roz Condez
- Prix Inalco  : A Bedsore de Shim Hye-jung
- Coup de cœur Inalco  : Just Like That de Kislay
- Prix du public du film de fiction : John Denver Trending de Arden Roz Condez
- Prix du jury lycéen : Saturday Afternoon de Mostofa Sarwar Farooki
- Prix du Jury jeune : A Punk Daydream de Jimmy Hendrickx et Kristian van der Heyden
- Prix du public du film documentaire : We Must Clown de Dima Al-Joundi
- Prix du jury des exploitants : A Dark, Dark Man d'Adilkhan Yerzhanov
- Cyclo d'or d'honneur : Jay Jeon

Galerie
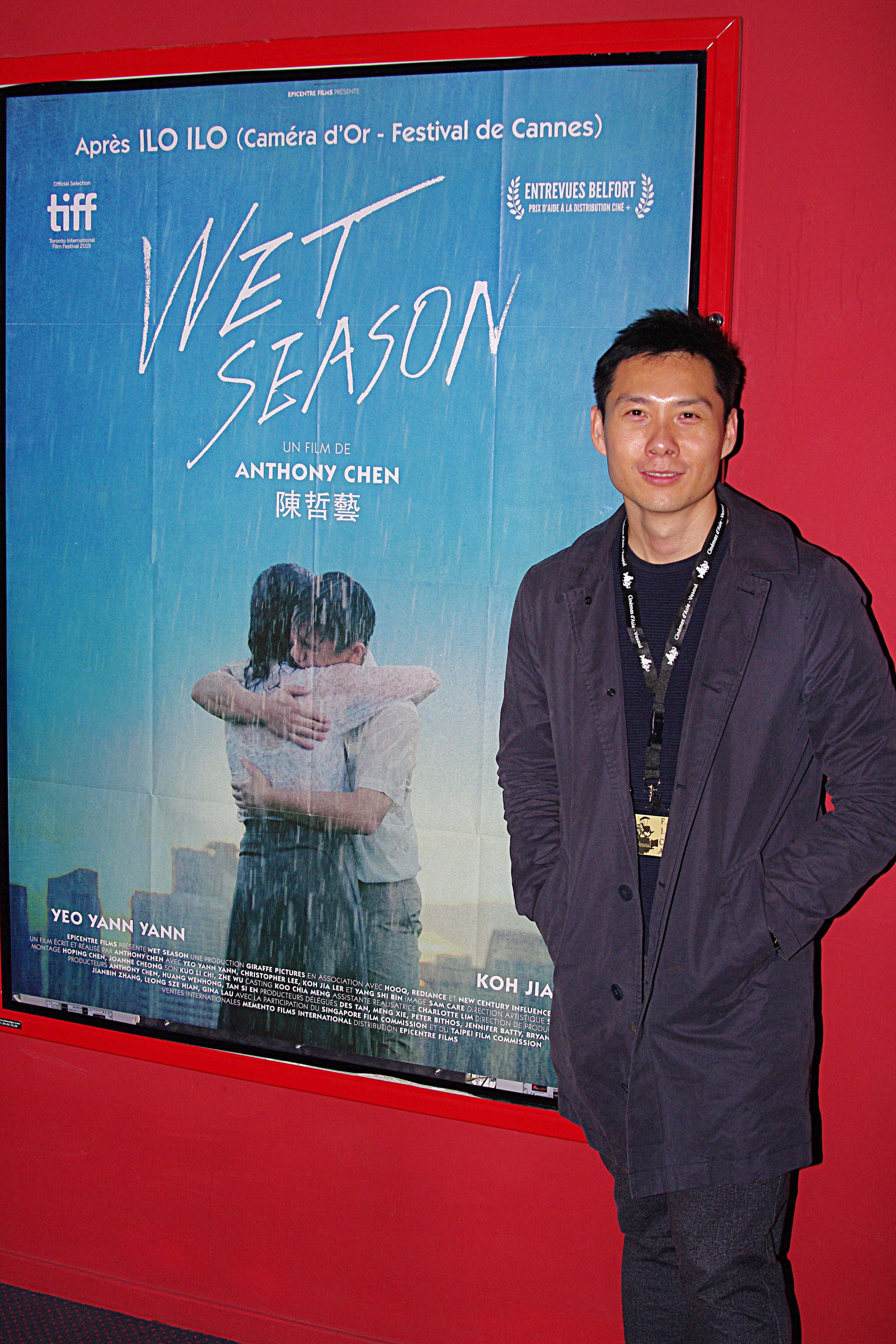
Anthony Chen
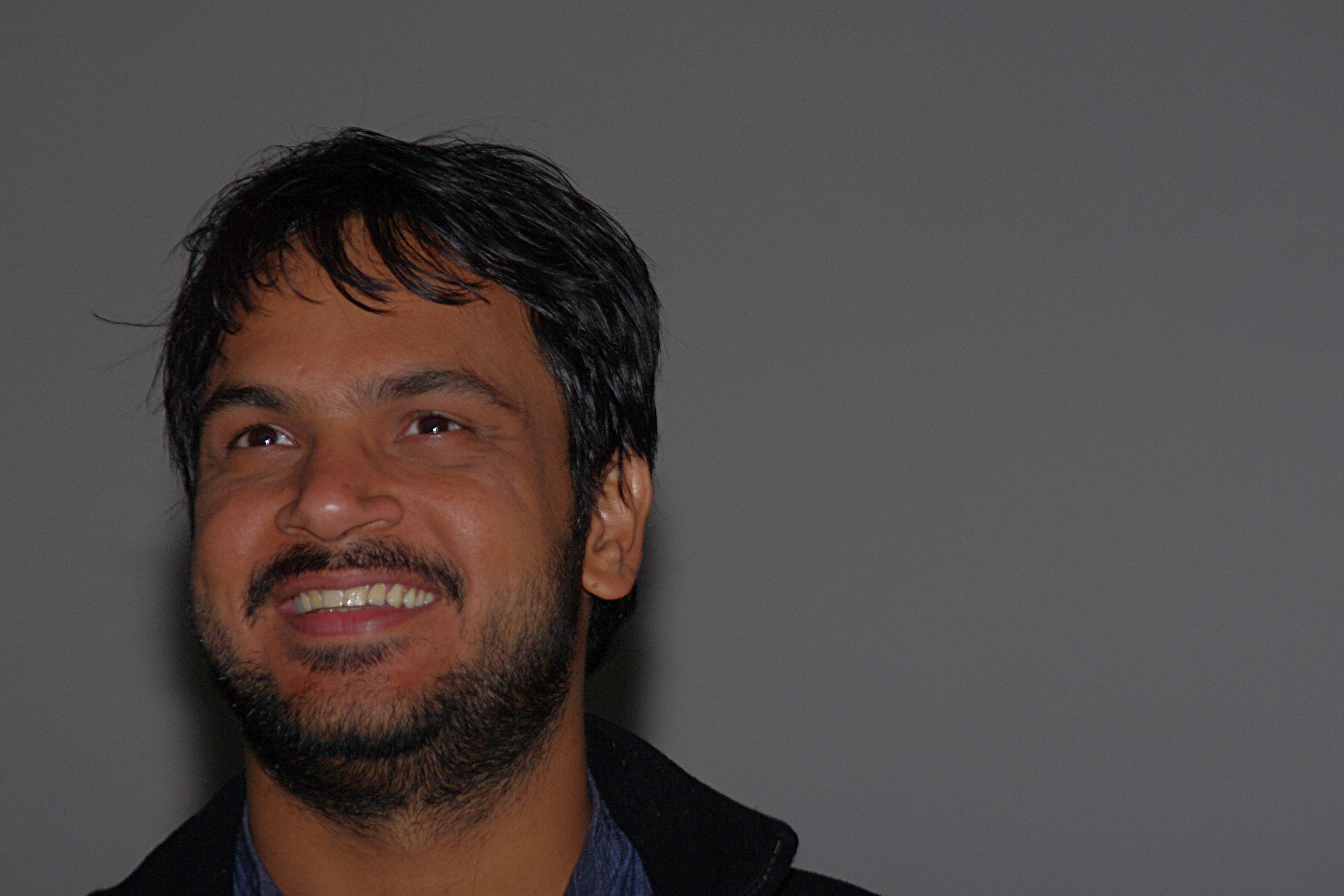
Kislay
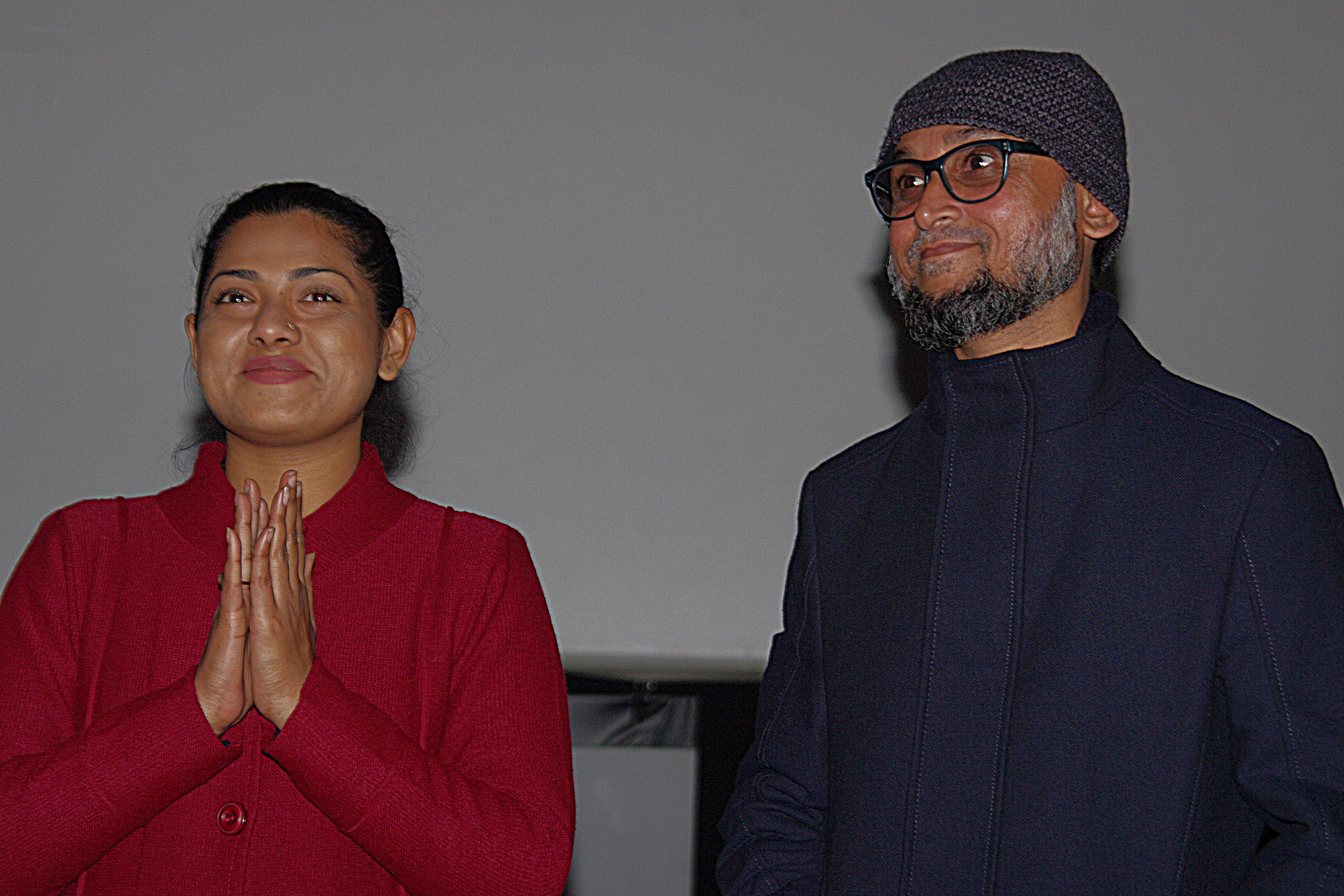
Mostofa Sarwar Farooki en compagnie de l'actrice Nusrat Imrose Tisha
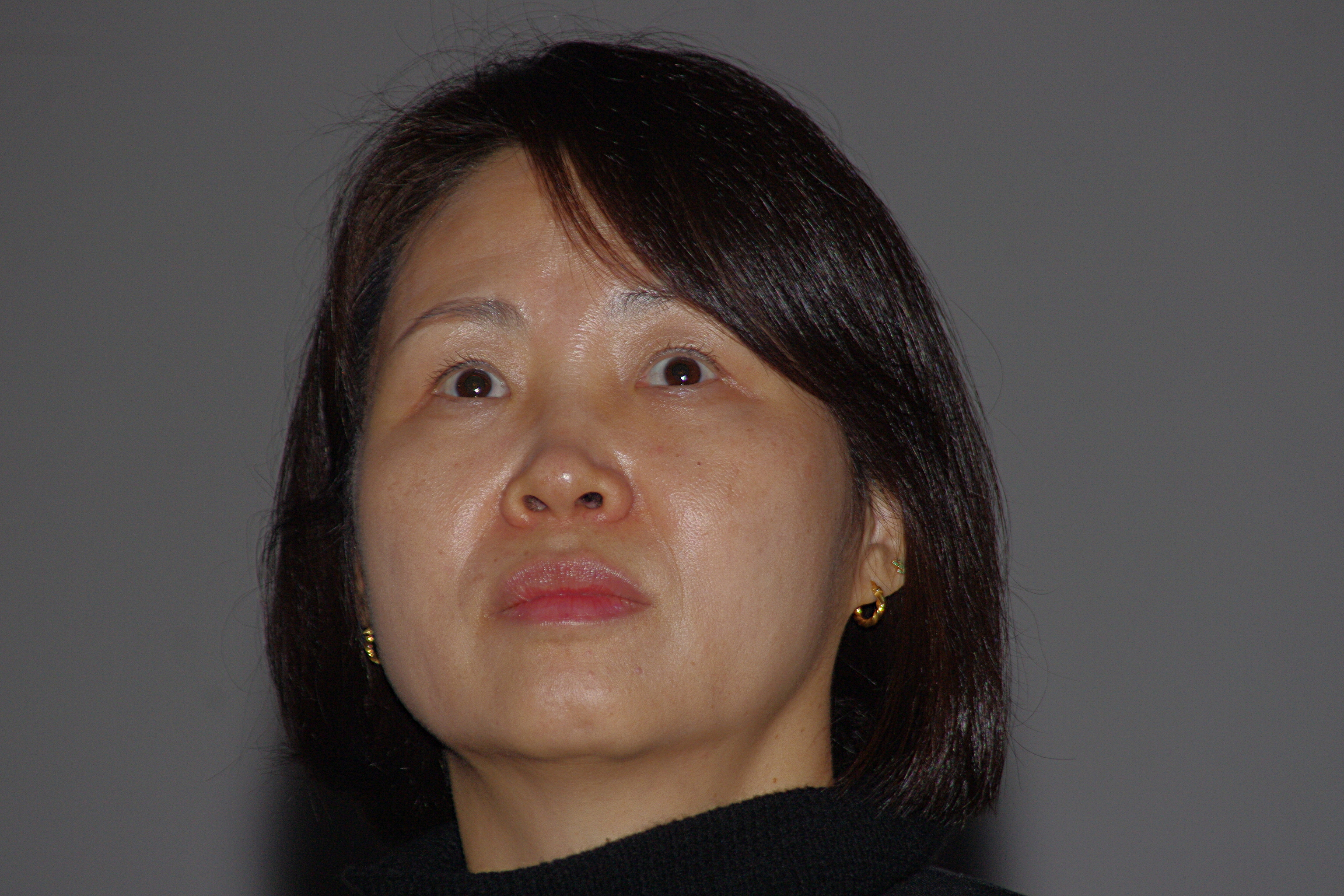
Shim Hye-jung
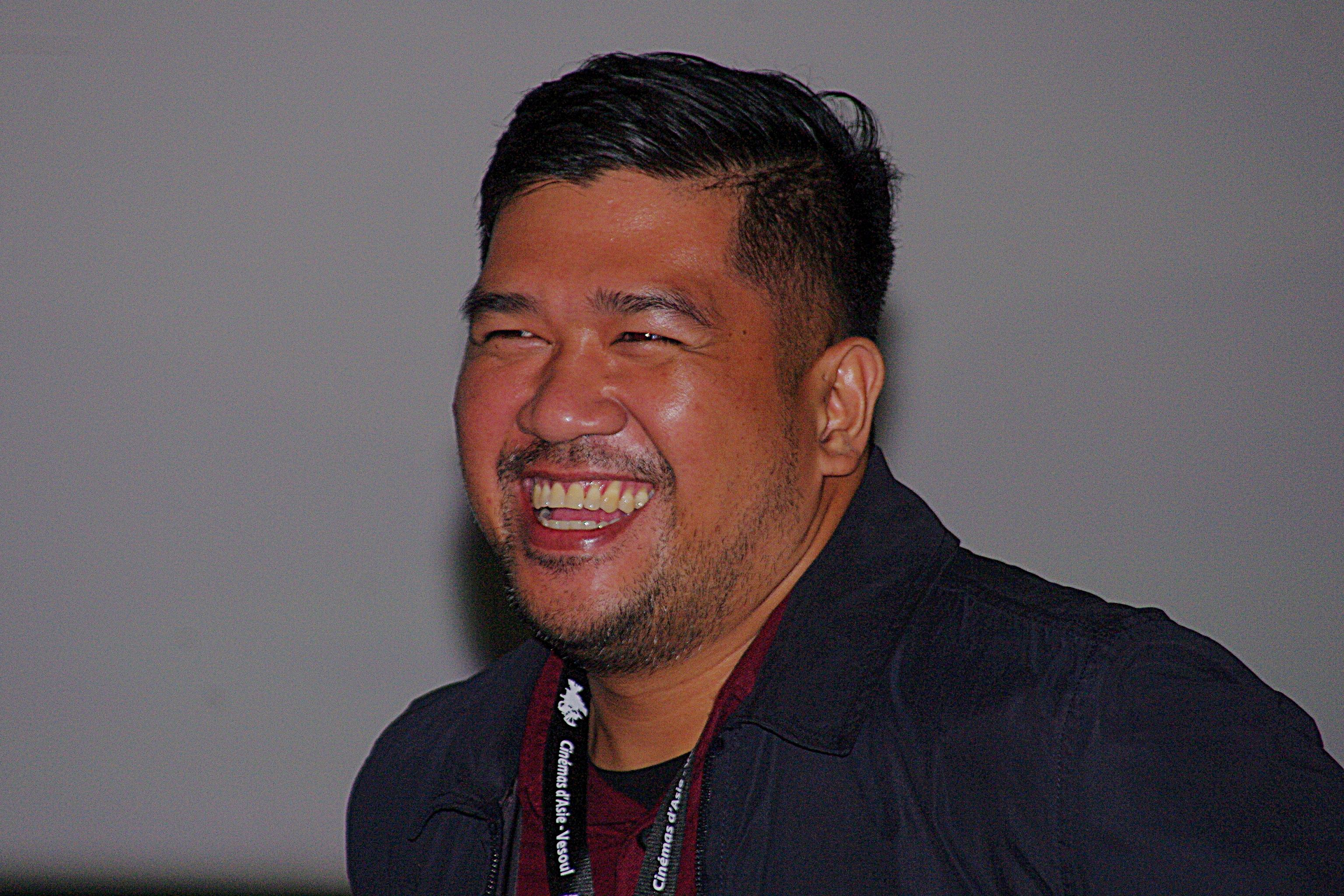
Arden Rod Condez
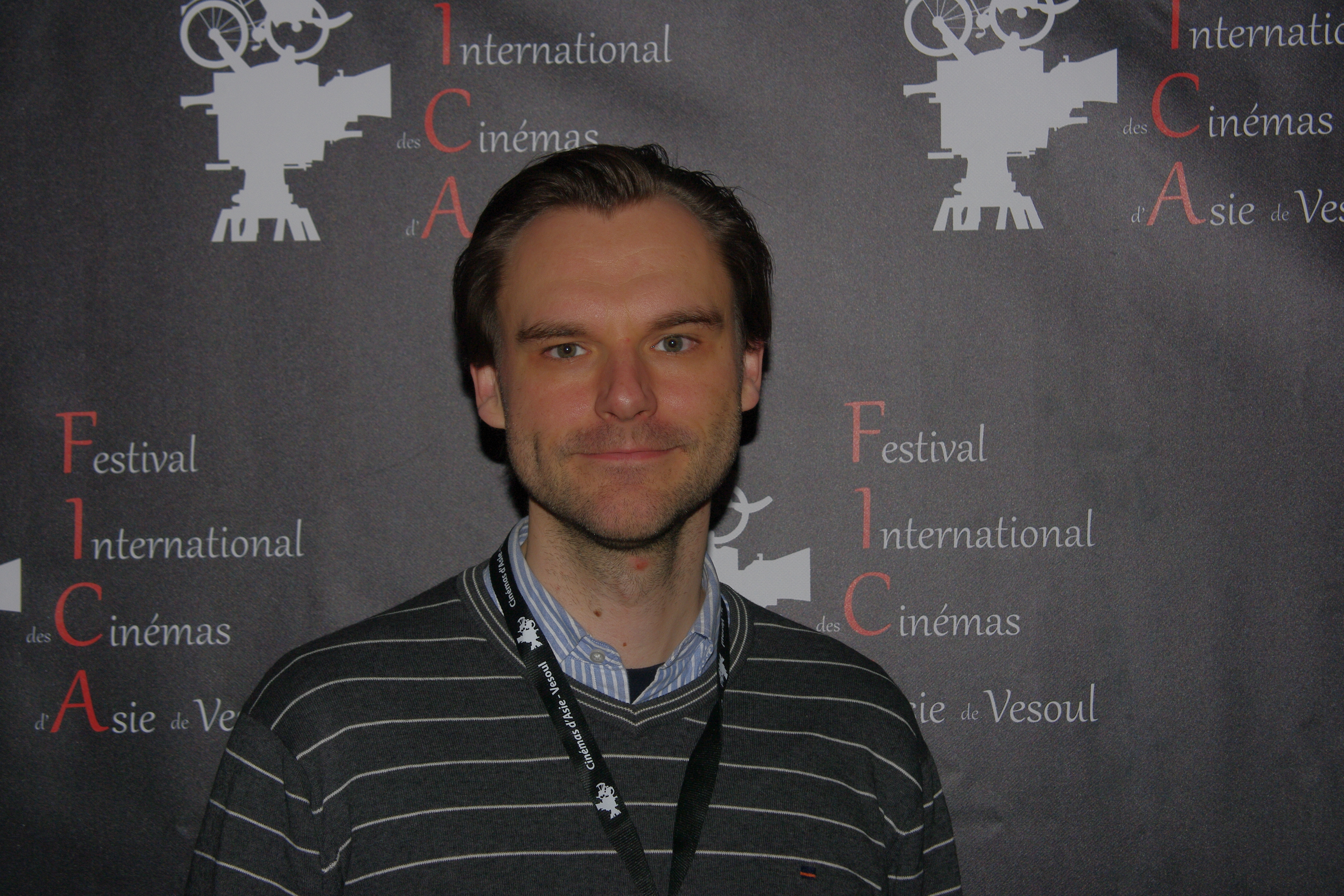
Kristian Van der Heyden
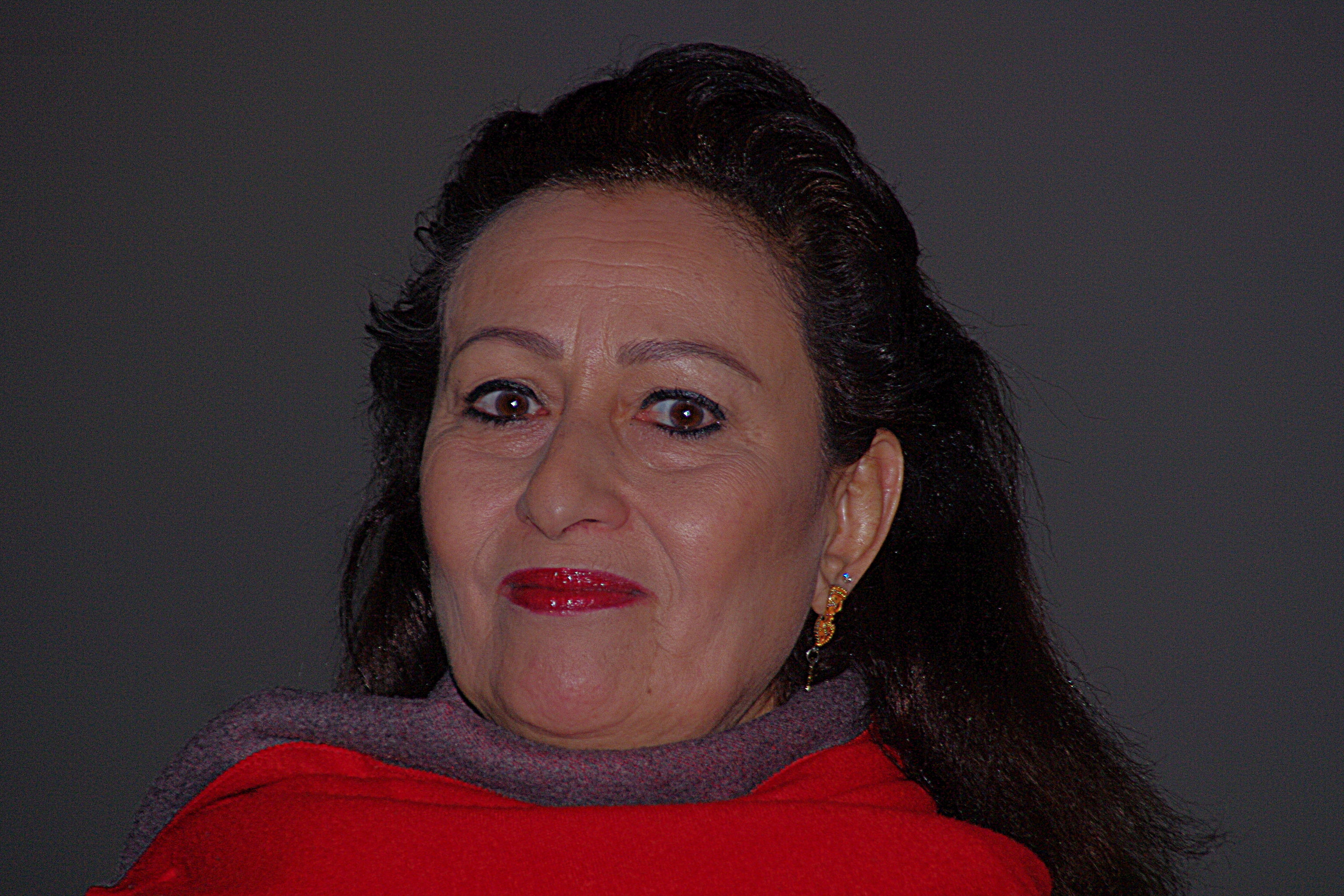
Dima Al-Joundi
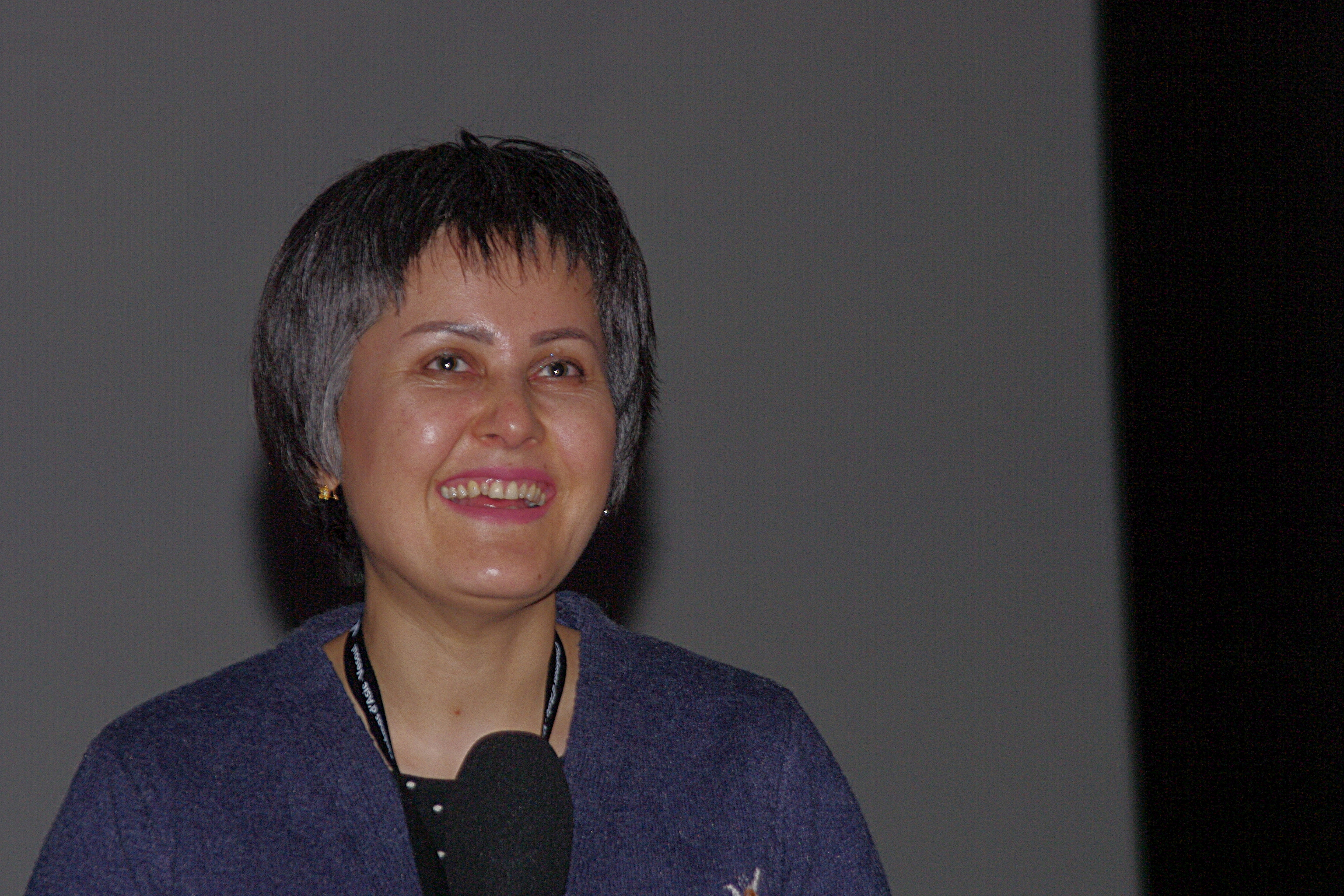
Sahraa Karimi
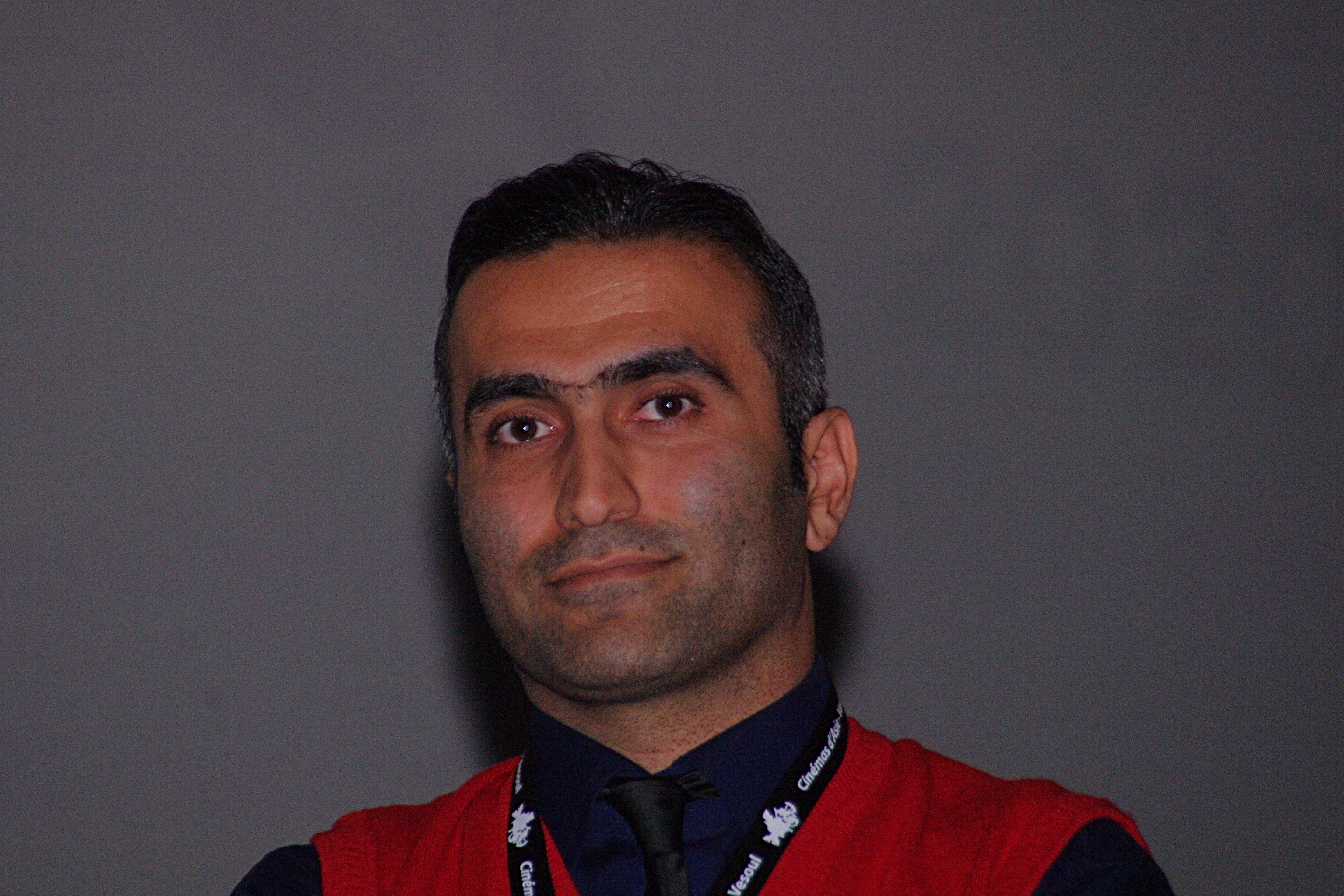
Mohammad Reza Keivanfar
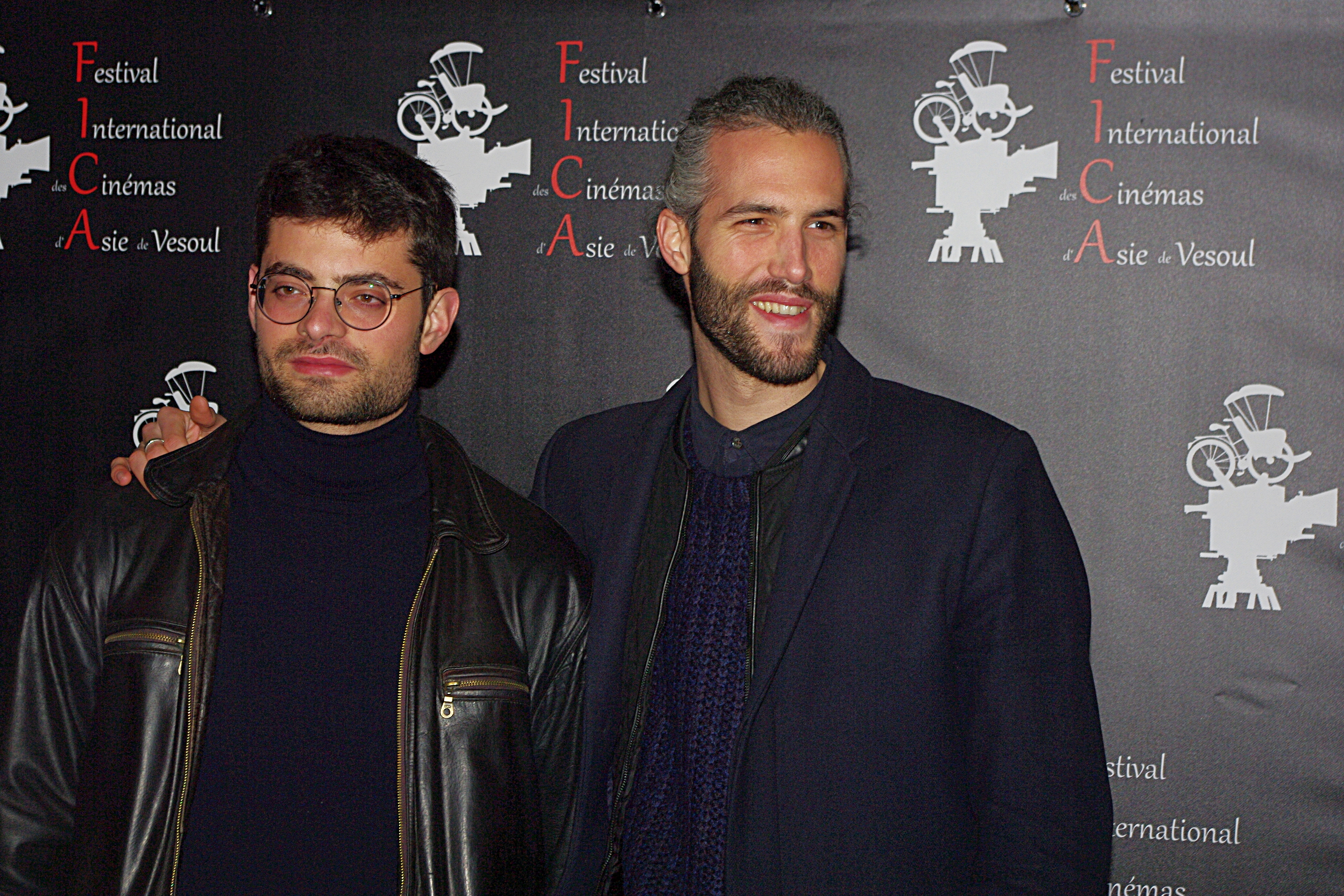
Thomas Licata et Hugo Brilmaker
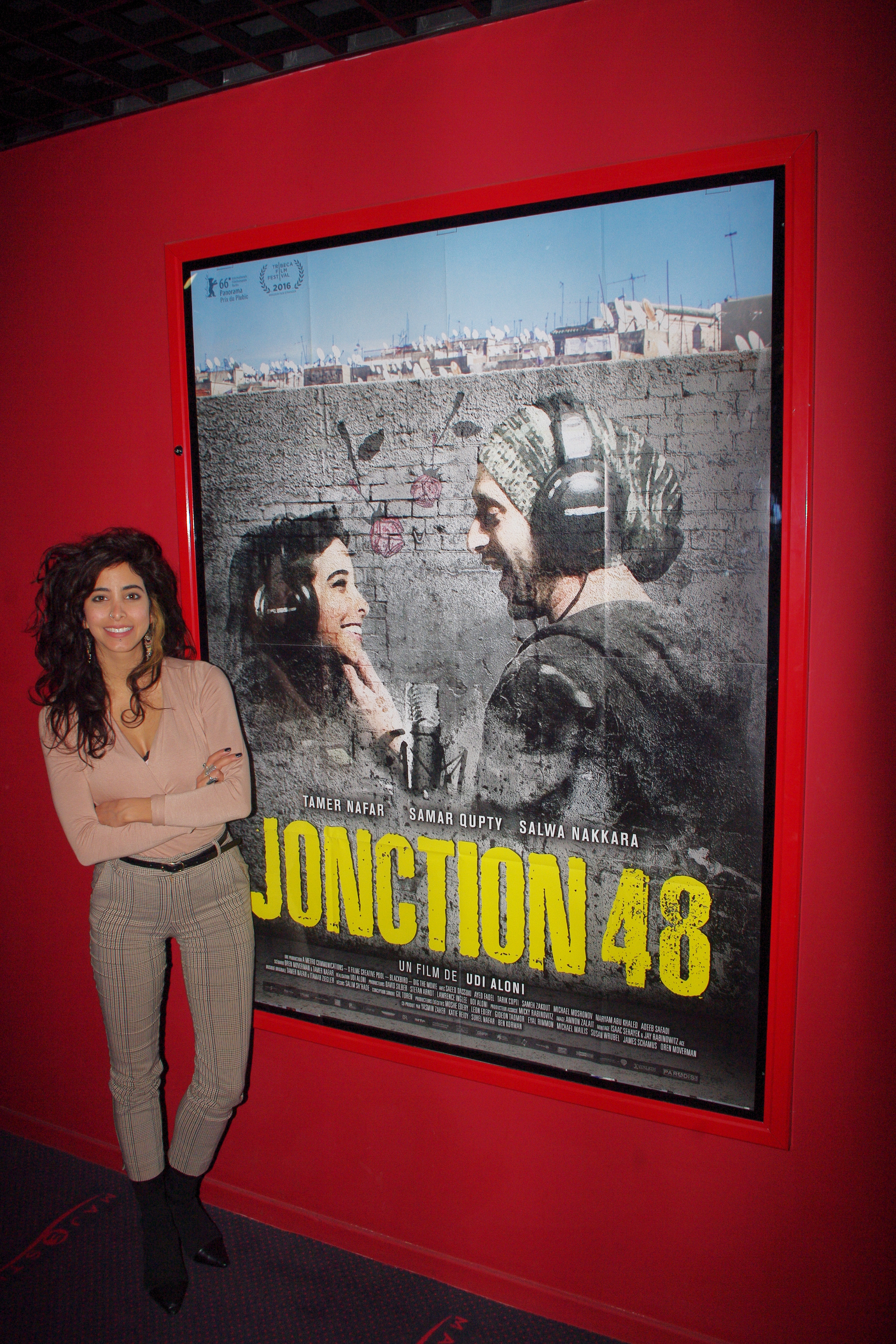
Samar Qupty, actrice principale du film "Jonction 48"
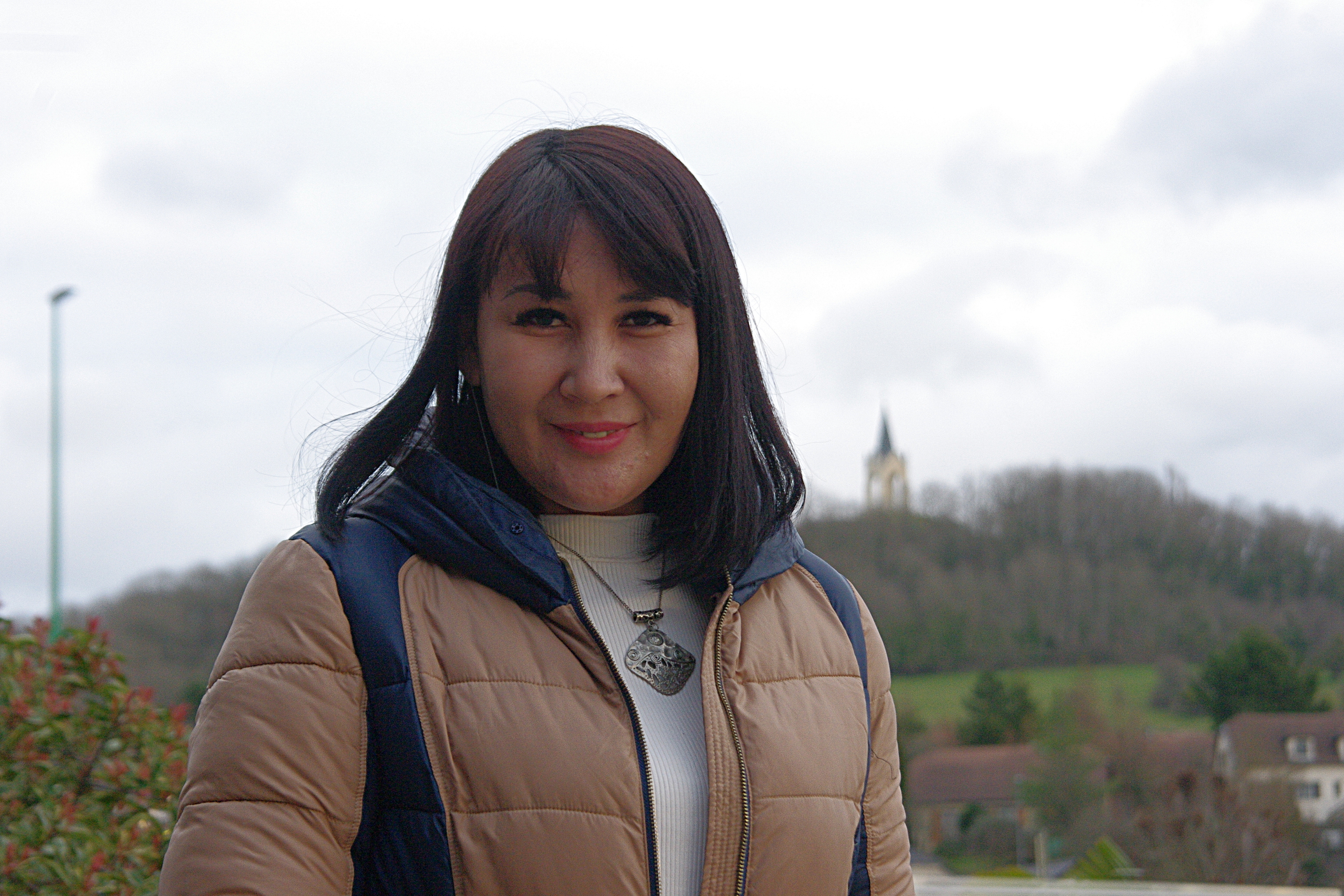
Sharipa Urazbayeva